# ITF Women's Circuit Chiasso
L'ITF Women's Circuit Chiasso è un torneo femminile professionistico di tennis giocato su campi in terra rossa. Fa parte dell'ITF Women's Circuit. Si gioca annualmente a Chiasso in Svizzera.

## Albo d'oro

### Singolare
| Anno        | Campionessa                           | Finalista                             | Punteggio                             |
| ----------- | ------------------------------------- | ------------------------------------- | ------------------------------------- |
| ↓ ITF 25K ↓ |                                       |                                       |                                       |
| 2011        | Mónica Puig                           | Andrea Hlaváčková                     | 7–6(4), 7–5                           |
| 2012        | Amra Sadiković                        | Tereza Mrdeža                         | 6–3, 6–3                              |
| 2013        | Alison Van Uytvanck                   | Katarzyna Kawa                        | 7–6(2), 6–3                           |
| 2014        | Lucie Hradecká                        | Tereza Mrdeža                         | 6–3, 7–6(4)                           |
| 2015        | Réka-Luca Jani                        | Alexandra Cadanțu                     | 3–6, 6–3, 7–6(6)                      |
| 2016        | Isabella Shinikova                    | Amanda Carreras                       | 3–6, 7–6(1)                           |
| 2017        | Jil Teichmann                         | Kathinka von Deichmann                | 2–6, 6–3, 6–2                         |
| 2018        | Cindy Burger                          | Raluca Georgiana Șerban               | 6(4)–7, 6–4, 6–3                      |
| ↓ ITF W25 ↓ |                                       |                                       |                                       |
| 2019        | Varvara Gracheva                      | Jaqueline Cristian                    | 6–3, 6–2                              |
| 2020        | Annullato per pandemia di coronavirus | Annullato per pandemia di coronavirus | Annullato per pandemia di coronavirus |
| 2021        | Non disputato                         | Non disputato                         | Non disputato                         |
| ↓ ITF W60 ↓ |                                       |                                       |                                       |
| 2022        | Lucia Bronzetti                       | Simona Waltert                        | 6–3, 7–6(4)                           |
| 2023        | Mirra Andreeva                        | Céline Naef                           | 1–6, 7–6(3), 6–0                      |
| ↓ ITF W75 ↓ |                                       |                                       |                                       |
| 2024        | Julia Riera                           | Anna Bondar                           | 6–3, 7–6(2)                           |
| 2025        | Julia Grabher                         | Katarina Zavac'ka                     | 6-1, 6-2                              |

### Doppio
| Anno        | Campionesse                             | Finaliste                                | Punteggio                             |
| ----------- | --------------------------------------- | ---------------------------------------- | ------------------------------------- |
| ↓ ITF 25K ↓ |                                         |                                          |                                       |
| 2011        | Yvonne Meusburger Kathrin Wörle         | Claire Feuerstein Anaïs Laurendon        | 6–3, 6–3                              |
| 2012        | Daria Gavrilova Irina Khromacheva       | Conny Perrin Maša Zec-Peškiric           | 6–0, 7–6(1)                           |
| 2013        | Diāna Marcinkēviča Aljaksandra Sasnovič | Nicole Clerico Giulia Gatto-Monticone    | 6(2)–7, 6–4, [10–7]                   |
| 2014        | Chiara Grimm Jil Belen Teichmann        | Alice Matteucci Camilla Rosatello        | 7–5, 6–3                              |
| 2015        | Diana Buzean Réka-Luca Jani             | Alice Matteucci Giulia Gatto-Monticone   | 6–2, 7–5                              |
| 2016        | Antonia Lottner Anne Schäfer            | Olga Brózda Katarzyna Kawa               | 6–1, 6–1                              |
| 2017        | Alina Gjorcheska Aleksandrina Najdenowa | Kateřina Kramperová Rosalie van der Hoek | 7–5, 2–6, [10–7]                      |
| 2018        | Darija Jurak Jessica Moore              | Cindy Burger Rosalie van der Hoek        | 7–6, 4–6, [10–8]                      |
| ↓ ITF W25 ↓ |                                         |                                          |                                       |
| 2019        | Cristina Bucsa Marta Kostjuk            | Olga Brózda Jaimee Fourlis               | 6–1, 3–6, [10–7]                      |
| 2020        | Annullato per pandemia di coronavirus   | Annullato per pandemia di coronavirus    | Annullato per pandemia di coronavirus |
| 2021        | Non disputato                           | Non disputato                            | Non disputato                         |
| ↓ ITF W60 ↓ |                                         |                                          |                                       |
| 2022        | Anastasia Dețiuc Miriam Kolodziejová    | Aliona Bolsova Oxana Selechmetjewa       | 6–3, 1–6, [10–6]                      |
| 2023        | Emily Appleton (1) Julia Lohoff         | Andreea Mitu Nadia Podoroska             | 6–1, 6–2                              |
| ↓ ITF W75 ↓ |                                         |                                          |                                       |
| 2024        | Emily Appleton (2) Lena Papadakis       | Despina Papamichail Simona Waltert       | 4–6, 6–4, [10–6]                      |
| 2025        | Alicia Barnett Elixane Lechemia         | Inès Ibbou Bibiane Schoofs               | 6-2, 6-3                              |